# Khowzīneh-ye Bāqer
Khowzīneh-ye Bāqer är en del av en befolkad plats i Iran.   Den ligger i provinsen Khuzestan, i den centrala delen av landet, 500 km sydväst om huvudstaden Teheran. Khowzīneh-ye Bāqer ligger 42 meter över havet och antalet invånare är 882.
Terrängen runt Khowzīneh-ye Bāqer är mycket platt. Runt Khowzīneh-ye Bāqer är det ganska tätbefolkat, med 80 invånare per kvadratkilometer. Närmaste större samhälle är Alvān, 11,8 km nordväst om Khowzīneh-ye Bāqer. Trakten runt Khowzīneh-ye Bāqer består till största delen av jordbruksmark.